# Казаков, Илья Аркадьевич
Илья́ Арка́дьевич Казако́в (род. 3 августа 1972, Калининград, Московская область) — российский футбольный комментатор, телеведущий, журналист и бывший пресс-атташе сборной России по футболу.

## Деятельность

### Образование
В 1989—1996 годах проходил обучение на энергофизическом факультете МЭИ. В феврале 1996 года окончил МЭИ по специальности «инженер-теплофизик», полгода работал по специальности в РКК «Энергия».

### Телевидение
На телевидение Илья Казаков пришёл в 1996 году после победы в первом конкурсе спортивных комментаторов, объявленном телеканалом «НТВ-Плюс». Первый выезд на футбольный матч в качестве корреспондента состоялся 16 сентября 1996 года вместе с Тимуром Журавелем на игру Чемпионата России «Динамо» – «Спартак». Первый раз провёл прямой репортаж, заменив проспавшего игру Алексея Андронова (матч «Реал» – «Атлетико» 14 июня 1997 года). Затем вёл новости спорта, имел две собственные программы, делал репортажи для «Футбольного клуба» на НТВ под началом своего ровесника Василия Уткина, работал в хоккейном проекте Дмитрия Фёдорова. Освещал чемпионат мира 1998 года из Франции. Также работал корреспондентом на матчах Лиги Чемпионов УЕФА и переводил за кадром еженедельную воскресную телепередачу «Журнал Лиги Чемпионов» (НТВ).
В апреле 2001 года, после захвата НТВ и второго закрытия первой версии «Футбольного клуба», вместе с продюсером Владимиром Кузнецовым перешёл из штата ЗАО «НТВ-Плюс» в штат ОАО «Телекомпания НТВ», где было принято решение учредить собственную спортивную редакцию ввиду нежелания Алексея Буркова сотрудничать с командой Бориса Йордана. С апреля по декабрь 2001 года готовил репортажи для спортивного блока информационной телепрограммы «Сегодня» на НТВ. Покинул канал из-за низкой зарплаты и в поисках более творческой работы.
С декабря 2001 по июнь 2003 года работал на спортивном канале 7ТВ, где вёл еженедельные передачи о чемпионате России («Завтра футбол», «Дела футбольные»). Совместно с Дмитрием Фёдоровым освещал чемпионат мира 2002 года в рамках специального ток-шоу «Семь раз отмерь!». Привёл на телевидение будущих известных комментаторов Владимира Стогниенко, Кирилла Дементьева и Александра Гришина.
В июне 2003 года Илья Казаков перешёл на только что открывшийся спортивный телеканал ВГТРК «Спорт» (с 2010 года ставший телеканалом «Россия-2»). Здесь он вёл передачу «Футбол России», комментировал различные футбольные матчи. Комментировал для телеканалов «Россия» и «Спорт» («Россия-2») матчи Чемпионатов мира и Европы в 2004 (из Португалии), 2006 (из Германии), 2010 (из ЮАР) и 2016 годов (из Франции). Работал на трансляциях чемпионатов России и Англии, а также матчей футбольных еврокубков — Лиги чемпионов и Кубка УЕФА. Чемпионаты Европы в 2008 (из Австрии и Швейцарии) и 2012 годах (из Польши и Украины) и Чемпионат мира в 2014 году (из Бразилии) Казаков не комментировал в связи с работой пресс-атташе сборной команды России, принимавшей участие в упомянутых турнирах.
В 2005 году комментировал все матчи ЦСКА в победном для них Кубке УЕФА, в том числе финал из Лиссабона. Вёл репортаж в прямом эфире с выборов организаторов чемпионатов мира по футболу 2018 и 2022 годов и многих подобных церемоний ФИФА и УЕФА.
Помимо футбола, освещал горнолыжный спорт на Олимпийских играх 2010 года, чемпионат мира 2011 года по хоккею с мячом и комментировал гандбол на Олимпийских играх 2016 года (в том числе победный для сборной России женский финал).
В 2014—2015 годах являлся автором и ведущим программы «Истории футбола» на телеканале «Спорт».
Осенью 2015 года заключил контракт с новым спортивным каналом «Матч ТВ», но по состоянию на апрель 2016 года ни одного футбольного матча на телеканале не прокомментировал. По информации 2015—2016 годов должен был принимать участие в производстве программ для этого канала. С апреля 2016 года, не являясь штатным сотрудником субхолдинга «Матч!», вёл обзор Лиги Европы УЕФА, а также комментировал футбольные матчи европейских национальных чемпионатов (Франции, Англии, Италии), но преимущественно на платных каналах субхолдинга, ввиду большого количества штатных комментаторов. При этом Казаков остаётся штатным спортивным комментатором ВГТРК, где с 2015 по 2016 год (после закрытия «России-2») был корреспондентом и автором репортажей на спортивную тематику на телеканале «Россия-24».
С ноября 2016 года — ведущий обновлённой версии программы «Футбол России» на телеканале «Россия-24», поочерёдно сначала с Владимиром Стогниенко, затем с Данилой Махалиным. Параллельно на этом же телеканале — ведущий блока спортивных новостей.

### Печатные средства массовой информации
Сотрудничал с такими изданиями как «Известия», «Ведомости. Пятница», «Футбол-ревю», TotalFootball, PROспорт, SportWeek. С 2006 года — колумнист газеты «Спорт. День за днём». Колумнист изданий «Спорт-Экспресс», «Футбол. Хоккей».

### Прочее
С мая 2005 по август 2015 года работал пресс-атташе сборной России по футболу. С сентября 2015 года по настоящее время — советник президента Федерации гандбола России.
С апреля 2018 года является ведущим авторской программы «Foot'Больные люди» на одноименном YouTube-канале. Гости передачи — первые лица футбола. В программе приняли участие Леонид Слуцкий, Станислав Черчесов, Денис Глушаков.

## Личная жизнь
Жена Мария. Дружит семьями с Валерием Непомнящим.
Болеет за донецкий «Шахтёр», в 1975—1998 годах болел за ЦСКА.

## Произведения

### На телевидении
- 1990-е — документальные фильмы о Валерии Непомнящем и Эдуарде Малофееве
- 2003 — «История российского футбола. 1992—2002 гг.» — автор идеи, журналист
- 2006 — «В ритме танго» — исполнитель роли комментатора[36]

### В литературе
- 2008 — «Настоящая сборная, или Феномен Хиддинка»
- 2015 — «Foot’Больные люди»[37]

## Публикации в Интернете
- От Хиддинка к Гусу Отрывок из книги «Настоящая сборная, или Феномен Хиддинка» в журнале «Русский репортёр» от 9 октября 2008 года
- Статьи и блог «Мнение» Ильи Казакова на сайте газеты «Спорт день за днём»
- «Foot'Больные люди» — авторская передача на одноименном YouTube-канале.